# Natalja Sjipilova
Natalja Borisovna Sjipilova (ryska: Наталья Борисовна Шипилова), född 31 december 1979 i Volgograd i dåvarande Sovjetunionen, är en rysk handbollsspelare.

## Klubbkarriär
Sjipilova spelade från början basket och började spela handboll då hon var 16 år gammal. Till 1999 spelade hon för  klubben Akva Volgograd i andraligan. Hon bytte sedan klubb till GK Lada Toljatti i förstaligan. Med Lada vann hon 2002, 2003, 2004, 2005 och 2006 ryska mästerskapet. 2006 vann hon ryska cupen och  2002 EHF:s cupvinnarcup. Mellan 2006 och 2008 spelade Sjipilova för Zwezda Zvenigorod och hon vann 2007 ryska mästerskapet för sjätte gången samt  2007 EHF-cupen och 2008 även  EHF Women's Champions League. 2008 återvände hon till  Lada Toljatti och vann 2012 EHF-cupen för andra gången. 2012 efter OS avslutade hon sin karriär.

## Landslagskarriär
Sjipilova spelade från 2001till 2012 i ryska damlandslaget. Hon var med i laget som vann VM 2005. Året efter 2006 blev det EM -silver. 2007 vann hon sitt andra VM-guld med Ryssland. Hon tog OS-silver i damernas turnering i samband med de olympiska handbollstävlingarna 2008 i Peking. Hon deltog också i OS i London 2012.